# محمد بن شیخ
محمد بن شیخ (انگلیسی: Mohamed Ben Sheikh؛ زادهٔ ۷ سپتامبر ۱۹۵۰) بازیکن والیبال اهل تونس بود.